# 中山茶臼山古墳

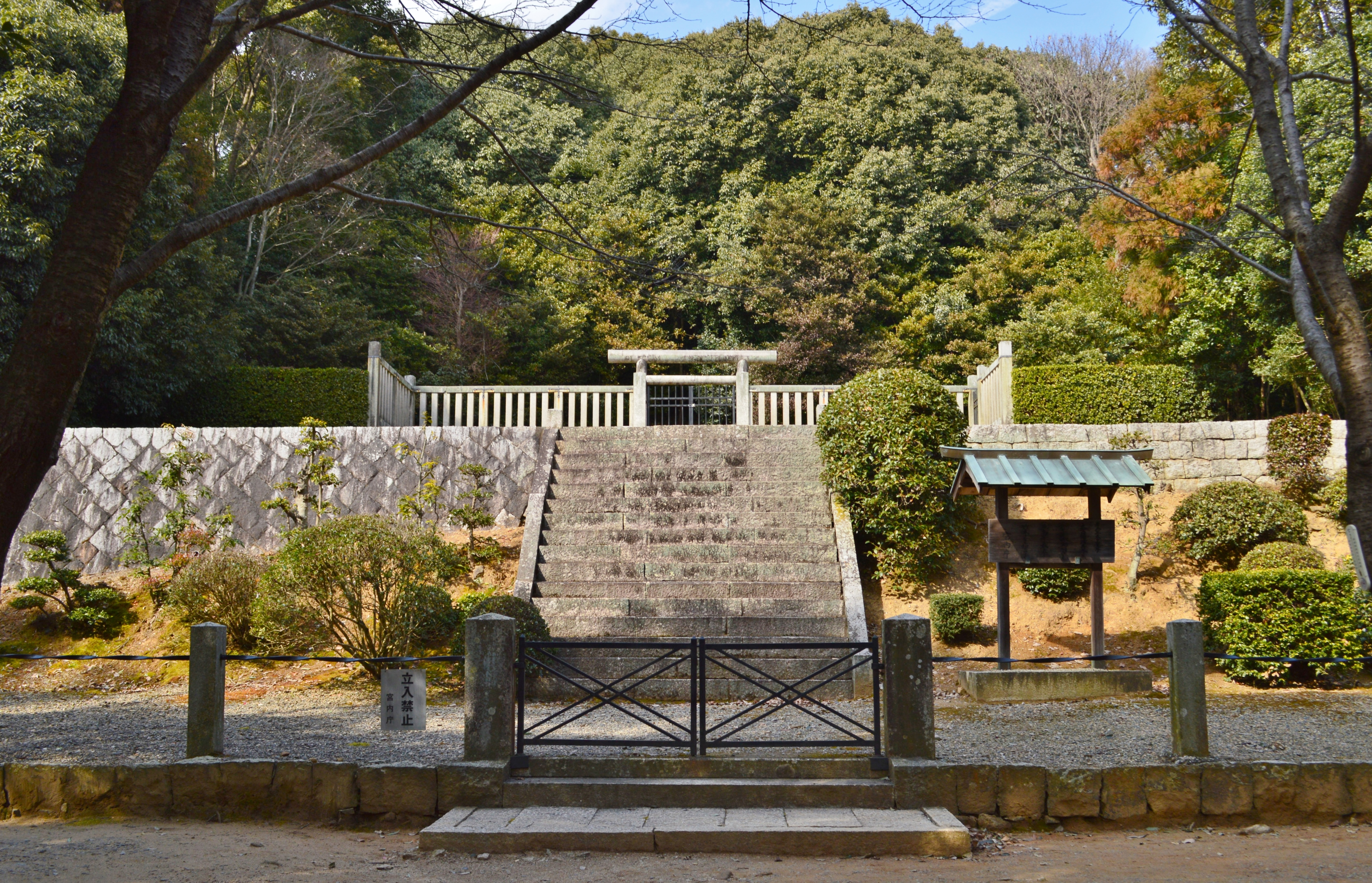
大吉備津彦命墓 拝所

中山茶臼山古墳（なかやまちゃうすやまこふん）は、岡山県岡山市北区吉備津にある古墳。形状は前方後円墳。
実際の被葬者は明らかでないが、宮内庁により「大吉備津彦命墓（おおきびつひこのみことのはか）」として第7代孝霊天皇皇子の大吉備津彦命（吉備津彦命）の墓に治定されている。

## 概要
岡山市街地から西方、独立丘陵「吉備の中山」の山上に築造された大型前方後円墳である。現在までに墳丘を極めて良好に遺存する。現在は宮内庁の治定墓として同庁の管理下にあるが、これまでに2008年度（平成20年度）の宮内庁書陵部による墳丘測量調査などが実施されている。
墳形は前方部が開く「バチ形」の前方後円形で、前方部を南方に向ける。墳丘は2段築成。墳丘外表では葺石が検出されているほか、出土埴輪の存在から埴輪列の存在が推定される。その他の詳細は明らかでない。
この中山茶臼山古墳は、古墳時代前期頃の築造と推定されるが、資料に欠け具体的な築造時期は明らかでない。性格としては、吉備津を望む臨海性と背後の平野を望む内陸性の両面が指摘される。なお、吉備の中山は後世の備前国・備中国の境界になるが、山上に位置する本古墳の古墳域はその境界線上にあたる。またこの吉備の中山では、初期古墳の矢藤治山古墳や、前期古墳の尾上車山古墳（国の史跡）の築造も知られている。

## 遺跡歴
- 1874年（明治7年）、大吉備津彦命の墓に治定[1]。
- 1980年（昭和55年）、鳥居改築工事に伴う立会調査、弥生土器等が出土（宮内庁書陵部）[1]。
- 2008年度（平成20年度）、墳丘測量調査（宮内庁書陵部）[1]。

## 墳丘

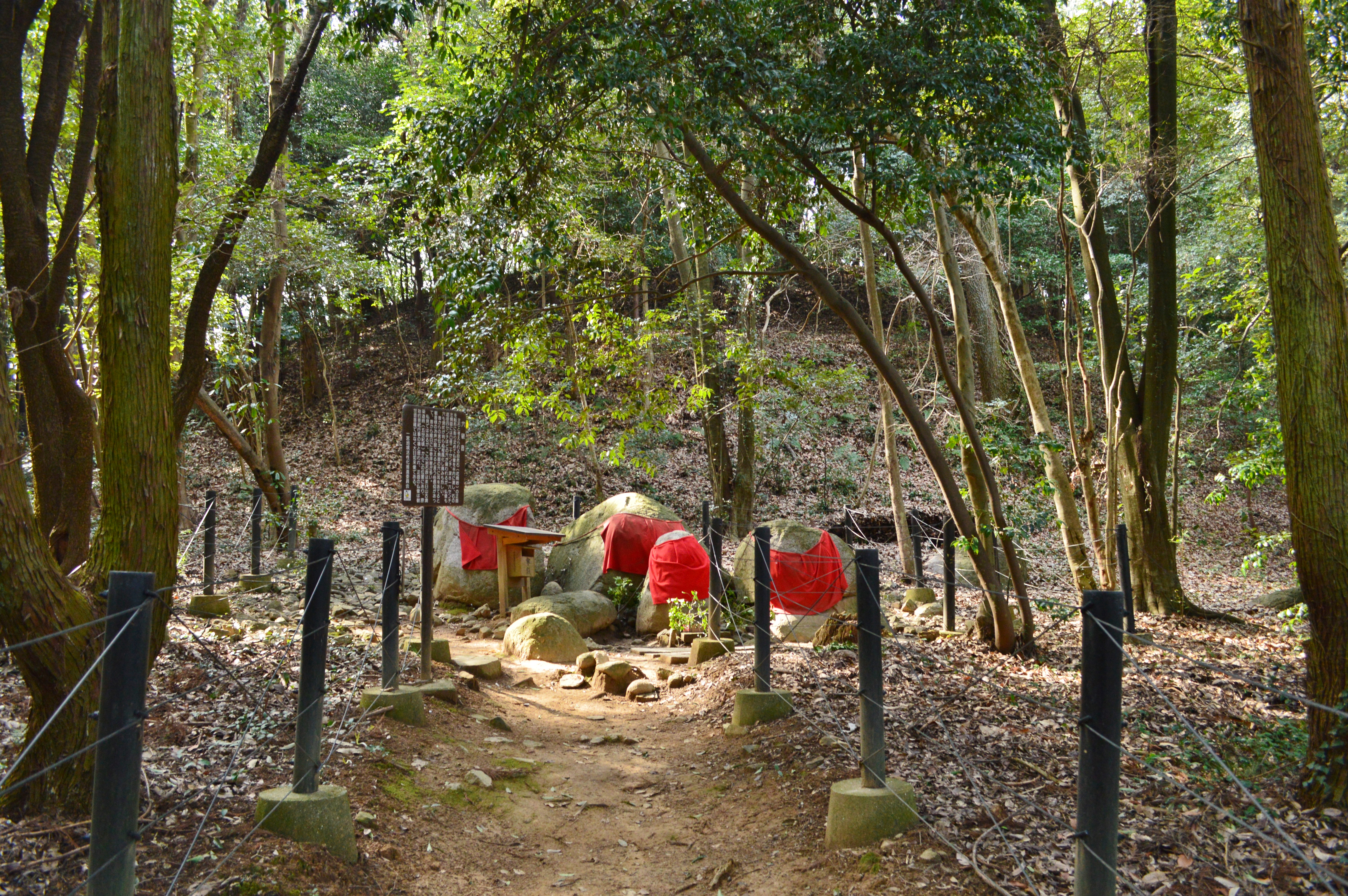
後円部墳丘手前は八徳寺奥の院の穴観音（一説に前身は古墳を拝む磐座か）。

墳丘の規模は次の通り（値は宮内庁の測量図に基づく推定復元値）。
- 墳丘長：105メートル
- 後円部 - 楕円形（長軸は墳丘主軸と不一致）。2段築成。
  - 直径：長軸68メートル、短軸64メートル
  - 高さ：11メートル
- 前方部 - 2段築成。
  - 長さ：63メートル
  - 幅：約45メートル
  - 高さ：5メートル
- くびれ部
  - 幅：約23メートル

かつては墳丘長に関して約120メートルという数字が知られたが、2008年度（平成20年度）の宮内庁による測量に基づけば上記の値に修正される。
墳丘の築造規格については、行燈山古墳（奈良県天理市、伝崇神天皇陵）の2分の1相似形とする説がある。

## 被葬者
中山茶臼山古墳の実際の被葬者は明らかでないが、宮内庁では第7代孝霊天皇皇子の大吉備津彦命（おおきびつひこのみこと、吉備津彦命）の墓に治定している。この大吉備津彦命について、『古事記』では本の名を「比古伊佐勢理毘古命（ひこいさせりひこのみこと）」、亦の名を「大吉備津日子命」とし、弟の若日子建吉備津彦命とともに吉備国を平定したとする。また『日本書紀』では、本の名を「彦五十狭芹彦命（ひこいさせりひこのみこと）」、亦の名を「吉備津彦命」とし、四道将軍の1人として西道に派遣されて平定したとする。両書には大吉備津彦命の墓についての記述はないが、1874年（明治7年）に本古墳がその墓に治定され、それが現在まで踏襲されている。

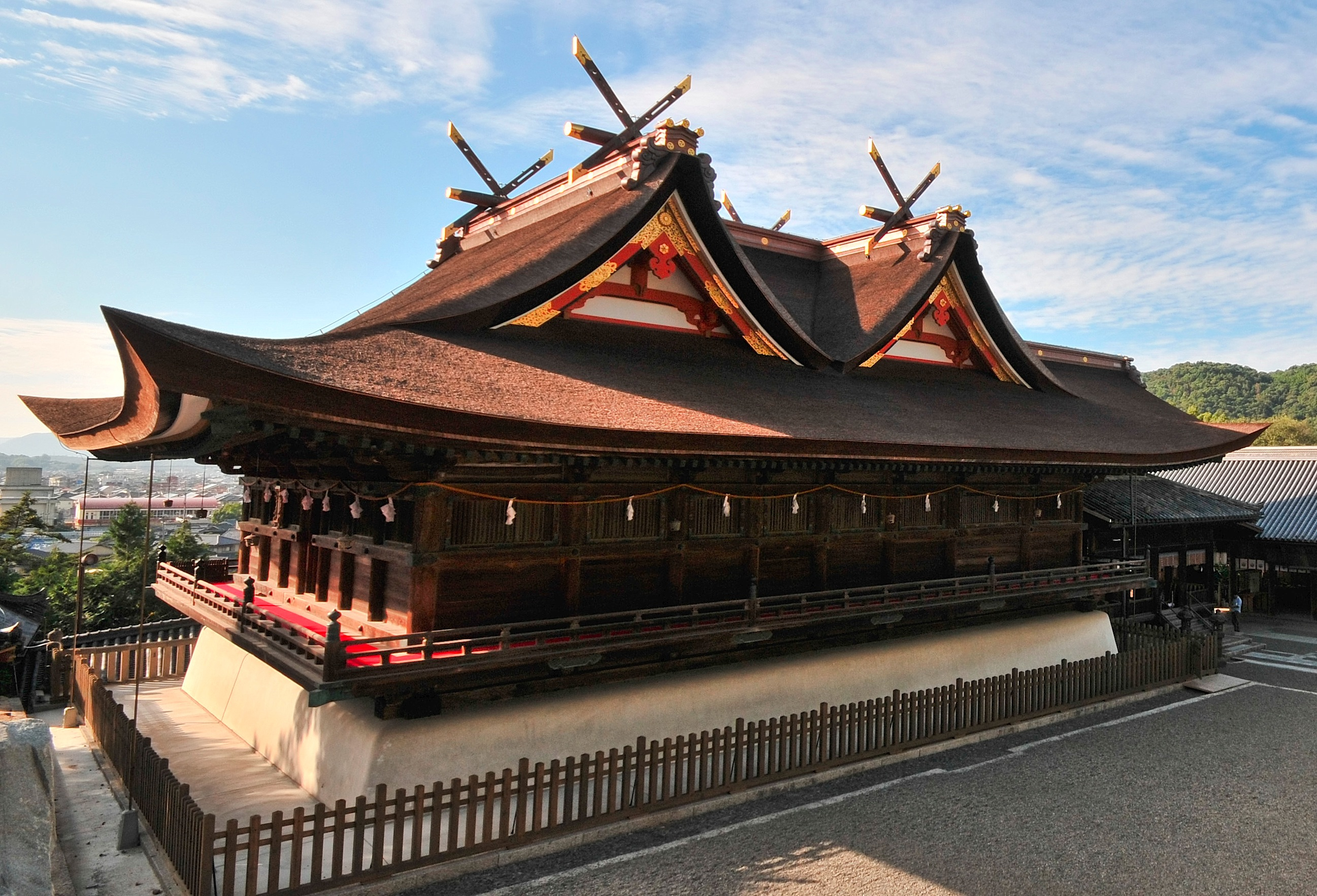
吉備津神社

なお吉備の中山の山麓では、大吉備津彦命を祭神とする吉備津神社（岡山市北区吉備津、備中国一宮）、吉備津彦神社（岡山市北区一宮、備前国一宮）の鎮座が知られる。特に前者の吉備津神社は国史にも「吉備津彦命神」として見える霊廟になり、その社伝で大吉備津彦命は吉備の中山の麓に茅葺宮を建てて住み、281歳で亡くなって山頂に葬られたと伝えている。

## 関連文献
（記事執筆に使用していない関連文献）
- 「大吉備津彦命墓採集の遺物について」『書陵部紀要 陵墓篇 第62号』宮内庁書陵部、2011年。